# Erling Jevne
Erling Jevne, född 24 mars 1966, är en norsk tidigare längdskidåkare. 
Jevne tävlade i världscupen mellan åren 1987 och 2005 och vann totalt tre världscuptävlingar. Jevne deltog även i fyra olympiska spel (1992, 1994, 1998 och 2002). Hans största merit individuellt kom vid OS 1998 i Nagano där han slutade tvåa på 30 km efter Mika Myllylä. I stafettlaget blev det guld efter en spurtstrid med det italienska laget.
Jevne har även tagit fyra medaljer från världsmästerskap varav två guld och båda som en del av det norska stafettlaget. Han vann Birkebeinerrennet sju gånger 1994–2001, varav sex år i rad 1996–2001.